# Cynorta dearuwa
Cynorta dearuwa is een hooiwagen uit de familie Cosmetidae.